# Diplazium lomariaceum
Diplazium lomariaceum är en majbräkenväxtart som först beskrevs av Hermann Christ och som fick sitt nu gällande namn av Michael Greene Price.
Diplazium lomariaceum ingår i släktet Diplazium och familjen Athyriaceae. Inga underarter finns listade i Catalogue of Life.